# Donikąd
Donikąd (tytuł oryg. Nowhere) – francusko-amerykański dramat filmowy science-fiction w reżyserii Gregga Arakiego z 1997 roku. Do udziału w filmie zaangażowano pokaźną grupę aktorów młodego pokolenia, wśród których znaleźli się między innymi James Duval, Christina Applegate, Heather Graham, Ryan Phillippe i Denise Richards. Jest to trzeci, finałowy projekt z trylogii Arakiego Teenage Apocalypse Trilogy, portretującej współczesną dorastającą młodzież.
Film promowano sloganem reklamowym: Kwasowe „Beverly Hills, 90210”.

## Fabuła
Nastolatkowie Dark i Mel, para głównych bohaterów, żyją w stałym związku. Mimo tego są sobie niewierni i zdradzają się wzajemnie w aktach biseksualnych kontaktów. Nie mniej kontrowersyjne okazują się pomysły na codzienność pozostałych bohaterów filmu – m.in. muzyka rockowego-geja, oszalałej na punkcie seksu pary nihilistów, sadomasochistycznego motocyklisty czy anorektyczek – którzy używają życia do granic możliwości. Pobocznym wątkiem są tajemnicze porwania obcych, którzy na uprowadzonych Ziemianach dokonują badań i obserwacji.

## Obsada
- James Duval – Dark Smith
- Rachel True – Mel
- Nathan Bexton – Montgomery
- Chiara Mastroianni – Kriss
- Debi Mazar – Kozy
- Kathleen Robertson – Lucifer
- Joshua Gibran Mayweather – Zero
- Jordan Ladd – Alyssa
- Christina Applegate – Dingbatt
- Sarah Lassez – Egg/Polly
- Guillermo Díaz – Kowboj
- Jeremy Jordan – Bart Sighvatssohn
- Alan Boyce – Handjob
- Jaason Simmons – Idol Nastolatków
- Ryan Phillippe – Shad
- Heather Graham – Lilith
- Scott Caan – Ducky, brat Egg
- Thyme Lewis – Elvis
- Mena Suvari – Zoe
- Beverly D’Angelo – matka Darka
- Charlotte Rae – wróżbitka
- Denise Richards – Jana
- Teresa Hill – Shannon
- Kevin Light – Noah
- Traci Lords – laska z doliny #1
- Shannen Doherty – laska z doliny #2
- Rose McGowan – laska z doliny #3